# Alva
Az Alva folyó Portugália középső részén folyik keresztül északkelet-délnyugati irányban. Forrása a Siera Estrela hegység délnyugati lejtőin található.  A folyó a Mondego folyóba torkollik Porto da Raivánál, Penacova községnél, Coimbra kerületben. A folyó teljes hossza 106 kilométer. A folyó nyáron jóval alacsonyabb vízhozammal rendelkezik, mint télen, ami főleg a Sierra Estrela hegység éghajlati viszonyainak köszönhető. 

## Mellékvizei
- Ribeira de Arganil
- Ribeira do Vaqueiro
- Ribeira do Vale de Perdiz
- Ribeira do Vidual
- Ribeira do Paramol
- Ribeira dos Portos Mouzinhos
- Ribeira da Corujeira
- Ribeira Vale de Paus
- Ribeira de Sazes
- Rio Alvoco
- Ribeira da Pontinha
- Ribeira do Santo
- Ribeira do Porto
- Ribeira da Consalinha
- Ribeira do Vilarinho
- Ribeira de Sabouga
- Ribeira Pequena
- Ribeira do Cardal
- Ribeira da Falgueirosa
- Ribeira da Farinha
- Rbeira de Beco
- Ribeira da Mata

## Fordítás
Ez a szócikk részben vagy egészben  a   Rio Alva című portugál Wikipédia-szócikk ezen változatának fordításán alapul.  Az eredeti cikk szerkesztőit annak laptörténete sorolja fel. Ez a jelzés csupán a megfogalmazás eredetét és a szerzői jogokat jelzi, nem szolgál a cikkben szereplő információk forrásmegjelöléseként.